# Nikolaj Coster-Waldau
Nikolaj Coster-Waldau (* 27. července 1970 Rudkøbing, Dánsko) je dánský herec. V roce 1993 absolvoval na Statens Teaterskole v Kodani a následující rok přišel jeho filmový debut v dánském snímku Nattevagten. Ztvárnil detektiva Johna Amsterdama v seriálu New Amsterdam a Franka Pika v televizním filmu Virtuality. Od dubna 2011 je znám i mezinárodnímu publiku, a to rolí Jaimeho Lannistera v seriálu od HBO Hra o trůny.

## Osobní život
Narodil se ve městě Rudkøbing v Dánsku do rodiny Fritzera Waldaua (muže německého původu, zemřel v roce 1998) a knihovnice Hanne Søborg Coster. Vyrostl v Tybjergu. Má dvě starší sestry, Rikke a Dorte a vychovávala ho hlavně jeho matka. Žije na severu Kodaně v Dánsku se svoji ženou, herečkou a bývalou modelkou Nukâkou Motzfeldt a dvěma dcerami, Safinou a Filippou. Jeho tchánem je Josef Motzfeldt, člen grónského parlamentu a vedoucí strany Inuit Community.

## Filmografie

### Neanglické filmy
- Nattevagten (1994)
- Nattens engel (1998)
- Vildspor (1998) [také scenárista]
- Antenneforeningen (1999)
- Misery Harbour (1999)
- På fremmed mark (2000)
- Manden bag døren (2003)
- Ukrást Rembrandta (2003)
- Den gode strømer (2004)
- Supervoksen (2006)
- Úžasná a milovaná (2006)
- De unge år: Erik Nietzsche sagaen del 1 (2007)
- Vzpoura v Kautokeinu (2008)
- Himmerland (2008) [také producentem]
- Ved Verdens Ende (2009)
- Lovci hlav (2011)
- Aurum (2012) [výkonný producent]

### Filmy v angličtině
| Rok       | Název                                 | Role                       | Poznámky |
| --------- | ------------------------------------- | -------------------------- | --- |
| 1997      | Bent                                  | Wolf                       | |
| 2000      | Sbal prachy a vypadni 2               | Jordi                      | TV seriál, 2 epizody |
| 2001      | Enigma                                | Puck                       | |
| 2001      | Černý jestřáb sestřelen               | Gary Gordon                | |
| 2004      | Modesty: Dobrodružství Modesty Blaise | Miklos                     | |
| 2004      | Wimbledon                             | Dieter Prohl               | |
| 2005      | Království nebeské                    | Village Sheriff            | |
| 2005      | Popravčí                              | Martin                     | |
| 2006      | Firewall                              | Liam                       | |
| 2007      | Pekař                                 | Bjorn                      | |
| 2008      | New Amsterdam                         | John Amsterdam / John York | TV seriál, 8 epizod |
| 2009      | Virtuality                            | Commander Frank Pike       | TV film |
| 2011      | Blackthorn                            | James Jovin                | |
| 2011–2019 | Hra o trůny                           | Jaime Lannister            | TV seriál, 55 epizod Nominován — Critics' Choice Television Award pro nejlepšího herce ve vedlejší roli v dramatickém seriálu 2013 Nominován — Scream Award pro nejlepší obsazení Nominován — Screen Actors Guild Award pro nejlepší výkon obsazení dramatického seriálu |
| 2013      | Mama                                  | Lucas/Jeffrey              | |
| 2013      | Nevědomí                              | Sykes                      | |
| 2013      | Tisíckrát dobrou noc                  | Marcus                     | |
| 2014      | Jedna za všechny                      | Mark King                  | |
| 2015      | Klaun navždy                          | Sám sebe                   | |
| 2016      | Bohové Egypta                         | Horus                      | |
| 2017      | Trestanec                             | Jacob Harlon               | |
| 2017      | Small Crimes                          | Joe Denton                 | |